# 愛知県立豊田南高等学校
愛知県立豊田南高等学校（あいちけんりつとよたみなみこうとうがっこう）は、愛知県豊田市に所在する県立高等学校。

## 概観
1980年（昭和55年）4月に開校された。全日制課程の普通科が設置されている。部活動では実績を残しており、2010年（平成22年）度はソフトテニス・ビームライフル・カヌーで高校総体に出場している。特にカヌー競技は国体にも出場し、女子は両大会で優勝している。
サッカー部は2019年（令和元年）の高校総体愛知県大会において高校選手権出場経験のある東邦高校相手に勝利するなど、年々力をつけてきている。
アメリカテキサス州ヒューストンにあるクレメンツ高校と姉妹校提携をしている。

## 基礎データ

### 所在地
- 愛知県豊田市若林東町中外根1-1
  - 北緯35度1分16.2秒 東経137度6分9.7秒 / 北緯35.021167度 東経137.102694度

### アクセス
- 名鉄三河線 若林駅より徒歩で約15分[4]。

## 部活動

### 運動部
- 硬式野球部（男子）
- ソフトボール部（女子）
- サッカー部（男子）
- 陸上競技部
- 水泳部
- バスケットボール部（男・女）
- バレーボール部（男・女）
- ハンドボール部（男・女）
- ソフトテニス部（男・女）
- 卓球部（男・女）
- 剣道部
- 柔道部
- 弓道部
- ビームライフル射撃部
- 硬式テニス部
- 応援・バトン部

### 文化部
- 吹奏楽部
- 華道部
- 茶道部
- 写真部
- 文芸部
- 演劇部

## 教育目標
- たくましく生きる青年
- たゆみなく学ぶ青年
- 心を大切にする青年

## 年間行事
| - 入学式 - 遠足 - 中間考査 - 体力テスト - 南高祭 - 期末考査 | - 保護者会 - 夏季補習 - 国際交流事業 - 球技大会 | - 中間考査 - 創立記念芸術鑑賞会 - 修学旅行（2年） - 期末考査 - 保護者会 - 入試直前学習会（3年） |

## 主な卒業生
- 岸本貴博 - テレビ西日本報道記者、『TNCスーパーニュース』キャスター、琉球放送、琉球朝日放送記者も歴任
- 市脇康平 - 愛媛朝日テレビアナウンサー、元福井エフエム放送アナウンサー
- 土井邦裕 - NHK名古屋放送局気象キャスター、気象予報士、中京テレビ、福島放送でも気象キャスターを歴任